# Mycodrosophila annulipes
Mycodrosophila annulipes är en tvåvingeart som beskrevs av Toyohi Okada 1986. Mycodrosophila annulipes ingår i släktet Mycodrosophila och familjen daggflugor. Inga underarter finns listade i Catalogue of Life.